# 오픈AI
오픈AI(OpenAI)는 프렌들리 AI를 제고하고 개발함으로써 전적으로 인류에게 이익을 주는 것을 목표로 하는 미국의 인공지능 연구소이다. 이윤을 목적으로 하는 기업 OpenAI LP와 그 모체 조직인 비영리 단체 OpenAI Inc로 구성되어 있다. 이 단체의 목적은 특허와 연구를 대중에 공개함으로써 다른 기관들 및 연구원들과 자유로이 협업하는 것이다. 일론 머스크, 샘 올트먼 등이 설립을 주도하였으며, 미래에 발생할지도 모르는 인공 일반 지능의 존재 위험에 대한 염려가 설립의 주요한 동기 중 하나가 되었다. 챗GPT로 유명하다.

## 역사
2015년 10월, 머스크, 올트먼 및 기타 투자자들은 벤처에 10억 미국 달러의 지원을 약속함과 동시에 이 단체의 설립을 발표하였다.
2016년 4월 27일, 오픈AI는 강화 학습 연구를 위한 플랫폼인 "오픈 AI 짐"(OpenAI Gym)의 퍼블릭 베타를 출시하였다.
2016년 12월 5일, 오픈AI는 전 세계 게임, 웹사이트, 기타 응용 프로그램들에 대해 AI의 일반 지능을 훈련시키고 측정하기 위한 소프트웨어 플랫폼 유니버스(Universe)를 출시하였다.
2017년 8월 디 인터내셔널 2017의 도타 2 비디오 게임 토너먼트 중에 오픈AI는 기계 학습된 봇이 도타 2 프로 선수 덴디(Dendi)에 대항하여 1v1 시연 게임을 즐길 수 있게 하였다. 시연 이후 CTO 그레드 브로크먼(Greg Brockman)은 이 봇이 실시간으로 2주 간 자기 자신과 겨루며 학습했으며 학습 소프트웨어는 수술과 같은 복잡한 작업을 다룰 수 있는 소프트웨어를 만드는 방향의 단계라고 설명하였다.
2023년 11월 샘 올트먼이 해고되고 일리야 수츠케버(Ilya Sutskever)가 임시 대표가 된 뒤, 앤트로픽과 합병을 추진했으나 무산되고 샘 올트먼이 오픈AI에 복귀하기로 하였다.

## 동기
스티븐 호킹과 Stuart J. Russell과 같은 일부 과학자들은 진보된 인공지능이 언젠가 끝없이 자기 자신을 재설계할 능력을 가진다면 멈출 수 없는 지능 대폭발로 인해 인간 절멸로 이어질 수 있을 것이라 믿고있다. 머스크는 AI를 인류 최대의 세계재앙위험으로 묘사한다. 오픈AI의 설립자들은 비영리로 구성함으로써 장기간의 긍정적인 인간 프로젝트를 만드는 연구에 초점을 둘 수 있게 되었다.
오픈AI는 얼마나 많이 인간 수준의 AI가 사회에 이익을 가져다줄지 가늠하기 어렵다면서, 이는 마치 "사회에 얼마나 많이 손해를 끼칠지, 아니면 얼마나 많이 잘못 사용될지" 가늠하기 어려운 것과 동일하다고 언급하였다. 안전에 대한 연구는 안전하게 미룰 수 없다: "AI의 놀라운 역사로 인해 인간 수준의 AI를 달성하는 시기를 예측하기 어렵다"

## 참여자
이 프로젝트의 2명의 공동 의장은 다음과 같다:
- 테슬라, 스페이스X의 설립자 일론 머스크[13]
- 샘 올트먼: 와이 콤비네이터의 사장

이 프로젝트의 다른 후원자들은 다음을 포함한다:
- 링크드인의 공동 설립자 레이드 호프먼[13]
- 페이팔의 공동 설립자 피터 틸[13]
- 그레그 브로크먼(Greg Brockman): 스트라이프의 전 최고 기술담당자
- 제시카 리핑스턴(Jessica Livingston): 와이 콤비네이터의 설립 파트너
- 아마존 웹 서비스: 아마존닷컴의 클라우드 서비스 지사
- 인포시스: 인도의 IT 컨설팅 회사

세간의 이목을 끄는 직원은 다음을 포함한다:
- 연구 감독 Ilya Sutskever: 기계 학습에 참여한 이전의 구글 전문가[14]
- CTO: 그레그 브로크먼[14]

2016년 1월 초 이 그룹은 9명의 연구원들과 함께 시작하였다.와이어드에 따르면 브로크먼은 딥 러닝 운동을 시작한 아버지들 중 한 명인 Yoshua Bengio를 조우했으며 이 분야 최고의 연구원들 목록을 작성하였다. 마이크로소프트의 피터 리는 최고 AI 연구원의 비용이 최고 NFL 쿼터백 전망치의 비용을 넘어선다고 언급하였다. 오픈AI가 (비영리 수준이 아닌) 기업 수준의 봉급을 지불하지만 현재 페이스북, 구글과 같은 수준으로 AI 연구원들에게 봉급을 지불하지 않고 있다. 그러나 Sutskever가 구글을 떠나게 된 계기 중 부분적으로는 OpenAI가 매우 강력한 그룹의 사람들을 가지고 있고 이 그룹의 임무에 매료되었기 때문이라고 언급하였다. 브로크먼은 자신이 상상할 수 있는 최고의 것은 인류가 안전한 방법으로 실제 AI를 만들 수 있도록 실천하는 것이라고 언급하였다.

### 오픈 AI는뉴욕타임스와 저작권 침해 소송을 진행 중이다.
미국을 포함한 글로벌 언론사와 연간 100만달러에서 500만 달러 사이로 뉴스 사용 계약을 체결 중임
오픈 AI는 미국 뉴스 코퍼레이션 산하 10개 언론사와 5년간 2억 5천만달러에 계약 체결함(1개사 평균 연간 500만달러 수준)
아래는 오픈 AI와 계약했거나 계약 협의 중인 언론사 명단들. 주로 대형 언론사와만 계약 체결하고 있다.
- 2023년 7월 11일 : 셔터스톡(사진 판매)이 6년 계약 체결 : 오픈 AI는 이미지, 비디오, 음악 라이브러리 및 관련 메타데이터를 포함한 추가 Shutterstock 교육 데이터에 액세스할 수 있는 라이선스를 확보하고 셔터 스톡은 달리 기반의 AI 이미지 생성기 출시
- 2023년 7월 13일 : AP통신이 오픈 AI와 2년 계약 체결 : AP통신의 과거 콘텐츠로 생성형 AI 도구 훈련
- 2023년 12월 13일 : 악셀스프링어가 오픈 AI와 최초의 뉴스 이용 계약 체결. (3년간 3천만달러 추정)
- 2024년 3월 15일 : 프랑스 르몽드(Le Monde) , 스페인 프리사(Prisa Media)
- 2024년 4월 30일 : 영국 파이낸셜 타임스(연간 1천만 달러 추정)
- 2024년 5월 7일 : Dotdash Meredith(People, Instyle, Investopedia 등 40개 매체 소유)와 다년 계약 체결. OpenAI는 Dotdash 사이트의 실시간 정보를 ChatGPT의 질의에 대한 응답에 통합하고, 콘텐츠를 사용하여 대규모 언어 모델을 훈련합니다. 한편 Dotdash는 OpenAI로부터 소비자 대상 AI 제품과 AI 기반 상황 광고 도구인 D/Cipher를 개발하는 데 도움 받음
- 2024년 5월 22일 : 미국 뉴스코퍼레인션의 10개 언론사 : 5년간 2억5천만달러
- 2024년 5월 29일 : 미국 Vox 미디어(Vox, The Verge, Eater, New York Magazine, The Cut, Vulture, SB Nation 소유)와 전략적 콘텐츠 및 제품 파트너십. New York Magazine, The Cut, Vulture, SB Nation 소유)와 전략적 콘텐츠 및 제품 파트너십
- 2024년 5월 29일 : The Atlantic과 전략적 콘텐츠 및 제품 파트너십.
- 2024년 5월 29일 : The Atlantic과 전략적 콘텐츠 및 제품 파트너십. 출처 표기, 링크 제공. 제품 및 기술 분야에서 협업하고 있으며, The Atlantic의 제품 팀은 OpenAI 기술에 대한 “특권적 액세스”를 받아 피드백을 제공하고 ChatGPT 및 기타 OpenAI 제품에서 뉴스의 미래를 형성하는 데 도움
- 2024년 5월 29일 : 세계신문협회(WAN-IFRA)와 뉴스룸 AI Catalyst 프로그램을 위한 파트너십. 오픈 AI의 자금과 기술 지원을 받아 유럽, 아태지역, 남미, 남아시아의 128개 편집국과 협업해 전문적 지침을 3개월간 제공
- 2024년 6월 27일 : 타임즈(The Times) 101년 동안의 과거 기사와 현재 기사 이용. 타임즈 인용을 밝히고 원본링크 제공. 타임즈는 오픈 AI 기술을 활용해 뉴미디어 서비스 개발. 계약금액은 비밀
- 2024년 8월 29일 Conde Nast(Vogue, Wired, Vanity Fair and GQ 발행)가 다년 계약 파트너십 계약

## 같이 보기
- OpenCog